# John de Forde
John de Forde, né en 1140 et décédé le 21 avril 1214, est un moine cistercien anglais, de l’abbaye de Forde. Abbé de l’abbaye-fille de Bindon en 1186 il revient à Forde comme abbé en 1191 et le restera jusqu’à sa mort en 1214. Il a laissé 120 sermons sur le ‘Cantique des cantiques’.

## Biographie
Né en Angleterre en 1140 Jean entre comme moine à l'abbaye de Forde. Il y devient le secrétaire de l’abbé Baudouin que, comme prieur, il accompagne plusieurs fois au chapitre général de Cîteaux. En 1186 il est élu (ou nommé?) abbé de l’abbaye de Bindon, que venait de fonder Forde. Il revient comme abbé à Forde en 1191.
John de Forde resta un ami et allié du roi Jean sans Terre même après son excommunication (1209). Il en recevait une rémunération.
Il écrivit une ‘vita’ de l'anachorète local et thaumaturge Wulfric de Haselbury (1080-1154) (Vita Wulfrici anchoretae Haselbergiae), mais il est surtout connu pour avoir achevé le commentaire du 'Cantique des cantiques', commencé par Bernard de Clairvaux et continué par Gilbert de Hoyland. Il y ajoute 120 sermons, du cinquième chapitre à la fin du livre
John de Ford appartient à l’école bernardine de la spiritualité cistercienne. La Vierge Marie y a une place importante, dans son rôle au sein du mystère de l’Incarnation. Il se prolonge dans l’Église. Après sa mort en 1214, cependant, John de Ford fut presque entièrement oublié, pâtissant de la renommée de saint Bernard de Clairvaux.

## Écrits
Traductions en anglais des écrits de John de Forde:
- Sermons on the Final Verses of the Song of Songs (7 vols dans la Cistercian Fathers series), N°29,39,43,44,45,46,47, Kalamazoo, MI, Cistercian Publications, 1977 to 1984.
- The Life of Wulfric of Haselbury, Anchorite (traduit en anglais par Pauline Matarasso), dans Cistercian Fathers series (N°79), Collegeville, MN, Cistercian Publications, Liturgical Press, 2011.